# ラビット・アジリティ

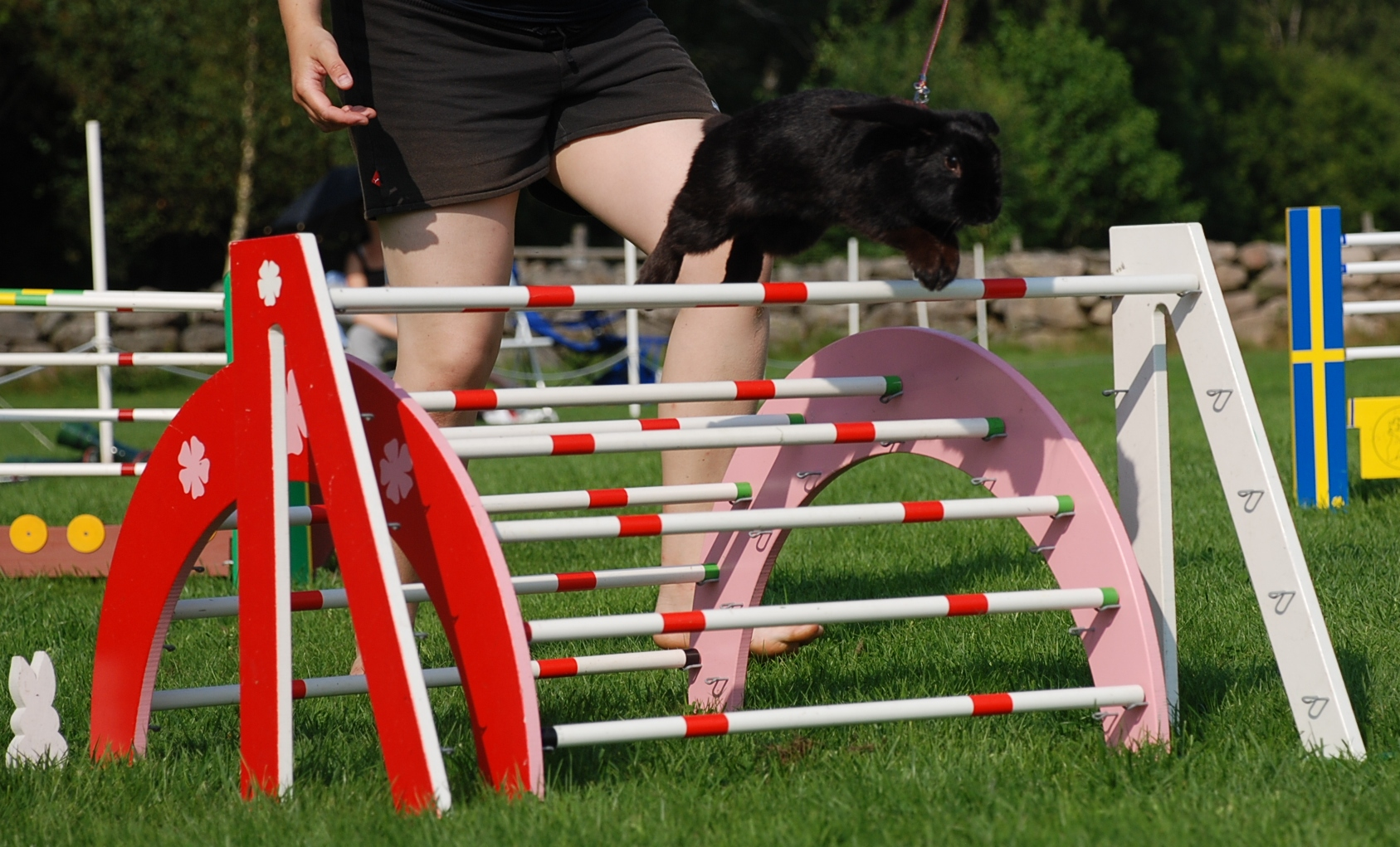

ラビット・アジリティまたはラビット・ホッピングとはイエウサギを訓練し、障害物を飛び越えさせる競技会のことである。
この新しいスポーツは1970年代後半のスウェーデンで始まった。That's lifeというテレビ番組での登場後、イギリスでも有名になった。スカンディナヴィア半島一帯に50を超えるラビット・アジリティのクラブが存在する。
馬術のジャンプ競技のようなもっと「真剣な」競技のパロディだと見て、ラビット・アジリティを面白おかしくとらえる向きもある。しかし、トレーナーと愛好者たちは非常に真剣である。ウサギの品種によって競技は異なり、小型長毛種と大型短毛種で競技会は別となる。
高さでの公式世界記録は99.5センチメートルである。ジャンプの長さでは300センチメートルが公式の世界記録となっている。